# Siggjo
Siggjo er et fjeld i Bømlo kommune i Vestland med en højde på 474 meter over havet. Det ligger nord for Børøyfjorden  og  er det højeste fjeld i Bømlo kommune.
 Fjeldet har en karakteristisk profil og er synlig fra store dele af Sunnhordland og på klare dage er Siggjo synlig fra byfjeldene omkring Bergen. 

## Indsejlingsmærke
Siggjo har til alle tider været et vigtigt sømærke som kan ses langt til havs. Fjeldet er indtegnet på gamle kort, og tyske og hollandske søfarende benyttede fjeldet til navigation i middelalderen for dem som skulle ind til Bømlafjorden. Man mener også at Siggjo har haft en militær strategisk betydning og været en del af et gammelt vagtsystem langs kysten.

## Turmål
Fjeldet er et populært turmål, og mange tusind besøger det hvert år. Der er god sti fra P-pladsen ved rv 542 op til toppen. Det første stykke følges en traktorvej. Stien er 1,8 km lang og har en højdeforskel på ca. 300 højdemeter. Flere steder er der anlagt mindre broer. Der går også en sti på vestsiden fra Åreiddalen. Fra parkeringspladsen følges gårdvejen det første stykke ind til  Sletta, før man fortsætter på en sti op gennem en tæt løvskov langs et elvløb. Videre går stien op af det bratte skår der kaldes "Kyrdalen". Herfra er der flot udsigt mod vest. Stien fra vestsiden benyttes af få og er derfor ikke så synlig i terrenet. Fra toppen af Siggjo har man vidt udsyn mod Bømlos tusind øer. Yderst mod sydvest ses Utsira, i nord Lyderhorn i Bergen, i øst Folgefonna og i syd Haugesund. På toppen står en kommunikationsmast.  I 2003 havde over 8000 skrevet deres navne i turbogen ved toppen.

## Siggjo-Ryolitten
Siggjo er dannet gennem vulkansk aktivitet, men er ikke en vulkankegle selv om  dammen på toppen kan give indtryk af et krater. I fjeldsiden er der gode forekomster af bjergarten ryolitt, og ryolitten fra Siggjo er let genkendelig med sin mørke grønlige farve blandet med lysere pletter og årer. Stenen blev benyttet  fra år 4000 til år 2000 f.Kr. Den blev brudt fra fjeldet med ild og vand, og man kan genfinde den på stenalderbopladser som pilespidser og skæreredskaber  både i Hordaland og Nord-Rogaland, men også så langt mod nord som Kristiansund, mod øst ved Hardangervidda og mod syd som Lista og Lillesand. Fra de ca. 2000 år som ryolitten blev benyttet, kan man få god information om hvordan handel og samkvem foregik mellem landsdelene i stenalderen.